# Stajna
Stajna (en serbe cyrillique : Стајна) est un village de Bosnie-Herzégovine. Il est situé sur le territoire de la ville d'Istočno Sarajevo, dans la municipalité de Pale et dans la république serbe de Bosnie. Selon les premiers résultats du recensement bosnien de 2013, il compte 31 habitants.

## Géographie
Le village est situé au sud du mont Romanija, sur les bords de la Stajnska rijeka et de la Hotočinska rijeka.

## Démographie

### Évolution historique de la population dans la localité
| 1948 | 1953 | 1961 | 1971 | 1981 | 1991 | 2013 |
| ---- | ---- | ---- | ---- | ---- | ---- | ---- |
| -    | -    | 177  | 130  | 90   | 49   | 31   |

|  |